# Панчо Гонсалес
Рікардо Алонсо Гонсалес (ісп. Ricardo Alonso González), більше відомий як Панчо Гонсалес (англ. Pancho Gonzales) — американський тенісист, переможець двох Відкритих чемпіонатів США та 12 турнірів прослем, один із найвизначніших тенісистів в історії, перша ракетка світу впродовж 8 років.
Гонсалес двічі вигравав чемпіонат США в кінці 1940-х років, але потім перейшов у професіонали, яких не допускали на турніри Великого шолома аж до 1968 року, з якого бере відлік відкрита ера. На той час Гонсалесу було вже 40 років. Тому більшість свого спортивного життя Панчо грав у професіональних виставкових матчах та турнірах для професіоналів. Його вважали першою ракеткою світу, хоча на той час не існувало чіткої рейтингової системи.
Гонсалеса індуктовано до Зали тенісної слави в 1968 році.

## Графік виступів на головних турнірах
| W | Ф | ПФ | ЧФ | #Р | КТ | К# | DNQ | A | NH |

|                                        |                |                |                |                |                        |                        |                        |                        |                        |                        |                        |                        |                        |                        |                        |                |                |                |                |                | SR за кар'єру | В-П за кар'єру | % виграшів за кар'єру |
| Турніри Великого шлему                 | Як аматор      | Як аматор      | Як аматор      | Як аматор      | Як професіонал         | Як професіонал         | Як професіонал         | Як професіонал         | Як професіонал         | Як професіонал         | Як професіонал         | Як професіонал         | Як професіонал         | Як професіонал         | Відкрита ера           | Відкрита ера   | Відкрита ера   | Відкрита ера   | Відкрита ера   | Відкрита ера   | 2 / 17        | 44–15          | 75%                   |
| Турніри Великого шлему                 | 1947           | 1948           | 1948           | 1949           | 1950–1967              | 1950–1967              | 1950–1967              | 1950–1967              | 1950–1967              | 1950–1967              | 1950–1967              | 1950–1967              | 1950–1967              | 1950–1967              | 1968                   | 1969           | 1970           | 1971           | 1972           | 1973           | 2 / 17        | 44–15          | 75%                   |
| -------------------------------------- | -------------- | -------------- | -------------- | -------------- | ---------------------- | ---------------------- | ---------------------- | ---------------------- | ---------------------- | ---------------------- | ---------------------- | ---------------------- | ---------------------- | ---------------------- | ---------------------- | -------------- | -------------- | -------------- | -------------- | -------------- | ------------- | -------------- | --------------------- |
| Відкритий чемпіонат Австралії з тенісу |                |                |                |                | Не мав права на участь | Не мав права на участь | Не мав права на участь | Не мав права на участь | Не мав права на участь | Не мав права на участь | Не мав права на участь | Не мав права на участь | Не мав права на участь | Не мав права на участь | Не мав права на участь | 3р             |                |                |                |                | 0 / 1         | 2–1            | 67%                   |
| Відкритий чемпіонат Франції з тенісу   |                |                |                | ПФ             | Не мав права на участь | Не мав права на участь | Не мав права на участь | Не мав права на участь | Не мав права на участь | Не мав права на участь | Не мав права на участь | Не мав права на участь | Не мав права на участь | Не мав права на участь | ПФ                     |                |                |                |                |                | 0 / 2         | 9–2            | 82%                   |
| Вімблдонський турнір                   |                |                |                | 4р             | Не мав права на участь | Не мав права на участь | Не мав права на участь | Не мав права на участь | Не мав права на участь | Не мав права на участь | Не мав права на участь | Не мав права на участь | Не мав права на участь | Не мав права на участь | 3р                     | 4р             |                | 2р             | 2р             |                | 0 / 5         | 10–5           | 67%                   |
| Відкритий чемпіонат США з тенісу       | 2р             | П              | П              | П              | Не мав права на участь | Не мав права на участь | Не мав права на участь | Не мав права на участь | Не мав права на участь | Не мав права на участь | Не мав права на участь | Не мав права на участь | Не мав права на участь | Не мав права на участь | ЧФ                     | 4р             | 3р             | 3р             | 1р             | 1р             | 2 / 9         | 23–7           | 77%                   |
| Турніри Про-Слем                       | Як професіонал | Як професіонал | Як професіонал | Як професіонал | Як професіонал         | Як професіонал         | Як професіонал         | Як професіонал         | Як професіонал         | Як професіонал         | Як професіонал         | Як професіонал         | Як професіонал         | Як професіонал         | Як професіонал         | Як професіонал | Як професіонал | Як професіонал | Як професіонал | Як професіонал | 13 / 27       | 65–14          | 82%                   |
| Турніри Про-Слем                       | 1950           | 1951           | 1951           | 1952           | 1953                   | 1954                   | 1954                   | 1955                   | 1956                   | 1957                   | 1958                   | 1959                   | 1960                   | 1961                   | 1962                   | 1963           | 1964           | 1965           | 1966           | 1967           | 13 / 27       | 65–14          | 82%                   |
| U.S. Pro                               |                |                | RU             | Ф              | П                      | П                      | П                      | П                      | П                      | П                      | П                      | П                      |                        | П                      |                        | ЧФ             | Ф              | ПФ             |                |                | 9 / 14        | 36–5           | 88%                   |
| French Pro                             | NH             | NH             | NH             | NH             | NH                     | NH                     | NH                     | NH                     | Ф                      | NH                     | ПФ                     |                        |                        | Ф                      |                        |                | ПФ             |                |                |                | 0 / 4         | 7–4            | 64%                   |
| Wembley Pro                            | П              | П              | П              | П              | Ф                      | NH                     | NH                     | NH                     | П                      | ПФ                     | ПФ                     |                        |                        | ПФ                     |                        |                | ПФ             |                |                |                | 4 / 9         | 22–5           | 81%                   |

## Виноски
1. 1 2  Pancho Gonzales: Career match record. thetennisbase.com. Tennis Base. Архів оригіналу за 7 листопада 2017. Процитовано 22 вересня 2021.
2. ↑  Панчо — зневажлива назва іспаномовних людей в США. Самі іспаномовні так називають тільки тих, хто має ім'я Франциско
3. ↑  Pancho Gonazlez - Top 10 Men's Tennis Players of All Time. Sports Illustrated. Архів оригіналу за 18 вересня 2010. Процитовано 10 червня 2017.
4. ↑  Рейтинг ATP публікується з 1973 року